# Dan Cramling
Dan Cramling (ur. 5 lutego 1959 w Sztokholmie) – szwedzki szachista, mistrz międzynarodowy od 1982 r., starszy brat arcymistrzyni Pii Cramling.

## Kariera szachowa
W 1976 r. zdobył w Wattignies brązowy medal mistrzostw świata juniorów do 17 lat. W 1977 r. reprezentował Szwecję na mistrzostwach świata juniorów do 20 lat (w Innsbrucku), a na przełomie 1977 i 1978 r. – w mistrzostwach Europy w tej samej kategorii wiekowej (w Groningen). W 1978 r. zadebiutował w finale indywidualnych mistrzostw Szwecji, zajmując IV miejsce. W kolejnym finałowym turnieju podzielił II-III m. (za Larsem-Ake Schneiderem, wspólnie z Larsem Karlssonem), natomiast w 1981 r. osiągnął największy sukces w karierze, zdobywając w Ystad tytuł mistrza kraju. W 1983 r. zwyciężył w otwartym turnieju Politiken Cup w Kopenhadze, natomiast w 1987 r. podzielił II-III m. (za Markiem Hebdenem, wspólnie z Miodragiem Todorceviciem) w Maladze oraz wystąpił w narodowym zespole w drużynowym turnieju krajów nordyckich w Słupsku, gdzie szachiści szwedzcy zajęli III miejsce. Kolejny sukces odniósł w 1991 r., dzieląc I m. (wspólnie z Margeirem Petrussonem i Igorem Chenkinem) w otwartym turnieju Rilton Cup w Sztokholmie. W 1993 r. w tym samym mieście zwyciężył w niewielkim turnieju kołowym. W latach 1997–2007 nie uczestniczył w turniejach klasyfikowanych przez Międzynarodową Federację Szachową.
Najwyższy ranking w karierze osiągnął 1 stycznia 1994 r., z wynikiem 2450 dzielił wówczas 12-14. miejsce wśród szwedzkich szachistów.